# アラビア語サイード方言
アラビア語サイード方言は、アラビア語の口語（アーンミーヤ）のひとつでエジプト南部のサイード人の間で話されている。サイードとはエジプト南部の上エジプト、高地エジプトと呼ばれる地域なので上エジプト方言、高地エジプト方言とも呼ばれる。この方言は、エジプト方言だけではなく、スーダン方言の特徴も兼ね備える。この方言はさらにエジプトの中南部と南部に分けられる。エジプト方言話者に対して、このサイード方言の下位方言のなかでもさらに保守的なものは常に通じるわけではないほどである。
農村部から北に移住した部分的にエジプト方言を用いる人々を含めて、このサイード方言は広い範囲で用いられるが、国家的な言語としての力はあまり有していない。北に移住したサイード人移民の2世、3世はこの方言を用いないでエジプト方言が母語になっている。ただし、このような人々もエジプト南部サイードとの文化的、家族的な関係は維持されている。

アラビア語の口語（アーンミーヤ）の方言地図

## 子音
アラビア語サイード方言の子音一覧である。
|          |          | 両唇音 | 歯茎音 | 硬口蓋音 | 軟口蓋音 | 口蓋垂音 | 咽頭音 | 声門音 |
| -------- | -------- | ------ | ------ | -------- | -------- | -------- | ------ | ------ |
| 破裂音   | 無声音   |        | [t]    |          | k        |          |        | ʔ      |
| 破裂音   | 有声音   | b      | [d]    |          | ɡ        |          |        |        |
| 摩擦音   | 無声音   | f      | s      | ʃ        |          | χ        | ħ      | h      |
| 摩擦音   | 有声音   |        | z      |          |          | ʁ        | ʕ      |        |
| 破擦音   | 無声音   |        |        | t͡ʃ       |          |          |        |        |
| 破擦音   | 有声音   |        |        | d͡ʒ *     |          |          |        |        |
| 鼻音     | 鼻音     | m      | n      |          |          |          |        |        |
| 側面音   | 側面音   |        | l      |          |          |          |        |        |
| ふるえ音 | ふるえ音 |        | r      |          |          |          |        |        |
| 半母音   | 半母音   | w      |        | j        |          |          |        |        |

- ^* /d͡ʒ/ は [ʒ] や[d]ともなる。 後者の場合 /d/が崩れる。

## 参照
- Khalafallah, Abdelghany A.  1969.  A Descriptive Grammar of Sa'i:di Egyptian Colloquial Arabic.  Janua Linguarum, Series Practica 32.  The Hague:  Mouton.
- Versteegh, Kees (2001). The Arabic Language. Edinburgh: Edinburgh University Press. ISBN 0-7486-1436-2